# Târnava Mare
La Târnava Mare (Grande Târnava, Nagy Küküllő en hongrois, Große Kokel en allemand) est une rivière du centre de la Roumanie, affluente de la Târnava, donc sous-affluente du Danube, par le Mureș.

## Géographie
La Târnava Mare prend sa source dans les monts Gurghiu, dans les Carpates orientales intérieures, près de la source de l'Olt et de celle du Mureș à 1 455 km m d'altitude avant de couler dans le sens nord-est/est sur le Plateau de Târnava (Podișul Târnavelor) et de former la Târnava en s'unissant avec la Târnava Mică, en aval de la ville de Blaj à 223 m d'altitude.
Elle prend sa source dans le județ de Harghita, coule successivement dans le județ de Mureș et dans celui de Sibiu pour terminer sa course dans le județ d'Alba.
Elle traverse successivement les villes et communes de Odorheiu Secuiesc, Cristuru Secuiesc, Vânători, Sighișoara, Daneș, Dumbrăveni, Mediaș, Copșa Mică et Blaj.

## Hydrographie
La Târnava Mare est un sous-affluent de la rive gauche du Mureș. Ses principaux affluents sont l'Archita et la Vișa sur sa rive gauche.